# Laser 2001
Laser 2001 је био кућни рачунар фирме Video Technology који је почео да се производи у Хонгконгу од 1983. године.
Користио је 6502A као микропроцесор. RAM меморија рачунара је имала капацитет од 32 kb (до 64 kb). 

## Детаљни подаци
Детаљнији подаци о рачунару  2001 су дати у табели испод.
|                       |                                                                             |
| 2001                  |                                                                             |
| Произвођач            |                                                                             |
| Тип                   | кућни рачунар                                                               |
| Меморија              | 32 (до 64 )                                                                 |
| Поријекло             | Хонгконг                                                                    |
| Година                | 1983                                                                        |
| Тастатура             | QWERTY, 49 тастера као на писаћој машини                                          |
| Процесор              |                                                                             |
| Фреквенција процесора | 2                                                                           |
| RAM                   | 32 (до 64 )                                                                 |
| ROM                   | 16                                                                          |
| Текст                 | 36 x 24                                                                     |
| Графика               | 256 x 192                                                                   |
| Боја                  | 16                                                                          |
| Звук                  | 4 гласа (3 гласовна канала + 1 канал шума)                                  |
| Димензије             | 46 (ширина) x 19 (дубина) x 11(висина) cm / 2.8 (+ 0.8 за посебно напајање) |
| Портови               |                                                                             |
| Оперативни систем     | [[]]                                                                        |